# Bourguignon-sous-Coucy
Bourguignon-sous-Coucy es una comuna francesa, situada en el departamento de Aisne, de la región de Alta Francia.

## Demografía
| 62 | 73 | 59 | 77 | 99 | 83 | 91 | 101 |
| Para los censos de 1962 a 1999 la población legal corresponde a la población sin duplicidades (Fuente: INSEE [Consultar]) |    |    |    |    |    |    |     |